# تیم ملی فوتبال زنان چین
تیم ملی فوتبال زنان خلق چین نمایندهٔ زنان این کشور در رده ملی در مسابقات بین‌المللی است و زیر نظر فدراسیون فوتبال چین فعالیت می‌کند. نام ساده‌تر آن «تیم چین» یا «تیم ملی» (به چینی: 国家队 یا گوجیا دویی) است.

## پیشینهٔ رقابتها

### جام جهانی
| ۱۹۹۱  | یک چهارم نهایی | ۴  | ۲  | ۱ | ۱ | ۱۰ | ۴  | +۶  |
| ۱۹۹۵  | چهارم          | ۶  | ۲  | ۲ | ۲ | ۱۱ | ۱۰ | +۱  |
| ۱۹۹۹  | نایب قهرمان    | ۶  | ۵  | ۱ | ۰ | ۱۹ | ۲  | +۱۷ |
| ۲۰۰۳  | یک چهارم نهایی | ۴  | ۲  | ۱ | ۱ | ۳  | ۲  | +۱  |
| ۲۰۰۷  | یک چهارم نهایی | ۴  | ۲  | ۰ | ۲ | ۵  | ۷  | -۲  |
| ۲۰۱۱  | صعود نکرد      | -  | -  | - | - | -  | -  | -   |
| 2015  | مشخص خواهد شد  | -  | -  | - | - | -  | -  | -   |
| مجموع | ۵/۶            | ۲۴ | ۱۳ | ۵ | ۶ | ۴۸ | ۲۵ | +۲۳ |

*تساوی‌ها شامل ضربات پنالتی نیز می‌شود.

### بازیهای المپیک
| ۱۹۹۶  | نایب قهرمان            | ۵  | ۳ | ۱ | ۱ | ۱۱ | ۵  | +۶ |
| ۲۰۰۰  | مرحلهٔ گروهی            | ۳  | ۱ | ۱ | ۱ | ۵  | ۴  | +۱ |
| ۲۰۰۴  | مرحلهٔ گروهی            | ۲  | ۰ | ۱ | ۱ | ۱  | ۹  | -۸ |
| ۲۰۰۸  | حضور در یک چهارم نهایی | ۴  | ۲ | ۱ | ۱ | ۵  | ۴  | +۱ |
| ۲۰۱۲  | صعود نکرد              | -  | - | - | - | -  | -  | -  |
| مجموع | ۴/۵                    | ۱۴ | ۶ | ۴ | ۴ | ۲۲ | ۲۲ | +۰ |

*تساوی‌ها شامل ضربات پنالتی نیز می‌شود.

### جام ملتهای آسیا
| جام ملتهای زنان آسیا | جام ملتهای زنان آسیا | جام ملتهای زنان آسیا | جام ملتهای زنان آسیا | جام ملتهای زنان آسیا | جام ملتهای زنان آسیا | جام ملتهای زنان آسیا | جام ملتهای زنان آسیا | جام ملتهای زنان آسیا | جام ملتهای زنان آسیا |
| سال                  | نتیجه                | بازی                 | برد                  | تساوی*               | باخت                 | گل زده               | گل خورده             | تفاضل گل             |                      |
| -------------------- | -------------------- | -------------------- | -------------------- | -------------------- | -------------------- | -------------------- | -------------------- | -------------------- | -------------------- |
| ۱۹۷۵                 | صعود نکرد            | -                    | -                    | -                    | -                    | -                    | -                    | -                    |                      |
| ۱۹۷۷                 | صعود نکرد            | -                    | -                    | -                    | -                    | -                    | -                    | -                    |                      |
| ۱۹۷۹                 | صعود نکرد            | -                    | -                    | -                    | -                    | -                    | -                    | -                    |                      |
| ۱۹۸۱                 | صعود نکرد            | -                    | -                    | -                    | -                    | -                    | -                    | -                    |                      |
| ۱۹۸۳                 | صعود نکرد            | -                    | -                    | -                    | -                    | -                    | -                    | -                    |                      |
| ۱۹۸۶                 | قهرمان               | ۴                    | ۴                    | ۰                    | ۰                    | ۲۳                   | ۰                    | +۲۳                  |                      |
| ۱۹۸۹                 | قهرمان               | ۵                    | ۵                    | ۰                    | ۰                    | ۱۶                   | ۲                    | +۱۴                  |                      |
| ۱۹۹۱                 | قهرمان               | ۵                    | ۵                    | ۰                    | ۰                    | ۲۹                   | ۱                    | +۲۸                  |                      |
| ۱۹۹۳                 | قهرمان               | ۵                    | ۴                    | ۱                    | ۰                    | ۲۰                   | ۲                    | +۱۸                  |                      |
| ۱۹۹۵                 | قهرمان               | ۵                    | ۵                    | ۰                    | ۰                    | ۴۶                   | ۰                    | +۴۶                  |                      |
| ۱۹۹۷                 | قهرمان               | ۵                    | ۵                    | ۰                    | ۰                    | ۳۹                   | ۱                    | +۳۸                  |                      |
| ۱۹۹۹                 | قهرمان               | ۶                    | ۶                    | ۰                    | ۰                    | ۴۷                   | ۲                    | +۴۵                  |                      |
| ۲۰۰۱                 | سوم                  | ۵                    | ۴                    | ۰                    | ۱                    | ۴۰                   | ۳                    | +۳۷                  |                      |
| ۲۰۰۳                 | نایب قهرمان          | ۵                    | ۴                    | ۰                    | ۱                    | ۳۳                   | ۳                    | +۳۰                  |                      |
| ۲۰۰۶                 | قهرمان               | ۵                    | ۳                    | ۱                    | ۱                    | ۷                    | ۳                    | +۴                   |                      |
| ۲۰۰۸                 | نایب قهرمان          | ۵                    | ۳                    | ۰                    | ۲                    | ۱۰                   | ۵                    | +۵                   |                      |
| ۲۰۱۰                 | چهارم                | ۵                    | ۲                    | ۱                    | ۲                    | ۶                    | ۳                    | +۳                   |                      |
| ۲۰۱۴                 | سوم                  | ۵                    | ۳                    | ۱                    | ۱                    | ۱۳                   | ۳                    | +۱۰                  |                      |
| مجموع                | ۱۳/۱۸                | ۶۵                   | ۵۳                   | ۴                    | ۸                    | ۳۲۹                  | ۲۸                   | +۳۰۱                 |                      |

*تساوی‌ها شامل ضربات پنالتی نیز می‌شود. *.

### جام آلگاروه
- ۱۹۹۴: صعود نکرد
- ۱۹۹۵: صعود نکرد
- ۱۹۹۶: سوم
- ۱۹۹۷: نایب قهرمان
- ۱۹۹۸: مقام پنجم
- ۱۹۹۹: قهرمان
- ۲۰۰۰: سوم
- ۲۰۰۱: سوم
- ۲۰۰۲: قهرمان
- ۲۰۰۳: نایب قهرمان
- ۲۰۰۴: مقام ششم
- ۲۰۰۵: رده هفتم
- ۲۰۰۶: مقام ششم
- ۲۰۰۷ :رده دهم
- ۲۰۰۸: رده نهم
- ۲۰۰۹: مقام پنجم
- ۲۰۱۰: چهارم
- ۲۰۱۱: رده هفتم
- ۲۰۱۲: رده نهم
- ۲۰۱۳: مقام ششم

### بازیهای آسیایی
- ۱۹۹۰: قهرمان
- ۱۹۹۴: قهرمان
- ۱۹۹۸: قهرمان
- ۲۰۰۲: نایب قهرمان
- ۲۰۰۶: سوم
- ۲۰۱۰: چهارم

### جام قهرمانی آسیای شرقی
- ۲۰۰۵: چهارم
- ۲۰۰۸: سوم
- ۲۰۱۰: نایب قهرمان